# Wologazes I
Wologazes I (również Wologases, part. wlgšy, łac. Vologaesus I) – król Partów od 51 do 79 roku, który skutecznie walczył z Rzymem o wpływy w Armenii. Syn Wononesa II i jego greckiej konkubiny. Ojciec Wologazesa II.
Po śmierci Gotarzesa I w 51 na krótko na tron Partii wstąpił Wonones II, władca Medii Atropatene z dynastii Arsakidów. W tym samym roku królem Partii został jego syn Wologazes I. W Medii Atropatene rządy w miejsce Wologazesa objął jego starszy brat Pakorus II. Natomiast młodszy brat Tiridates był szykowany do objęcia władzy w Armenii, która pozostawała w strefie wpływów rzymsko-partyjskich i była przedmiotem sporu.

## Walki o Armenię
W roku 52 Wologazes postanowił wykorzystać zamieszanie w Armenii do osadzenia na tronie swojego brata Tiridatesa. Władcą Armenii był wtedy Mitrydates, którego popierali Rzymianie. Został jednak zabity przez swego bratanka Radamista. W tych okolicznościach do Armenii wkroczyły wojska Wologazesa. Obie stolice Armenii: Artaksata i Tigranocerta poddały się bez walki. Jednakże silna zima, kłopoty z aprowizacją armii oraz wybuch zarazy zmusił Wologazesa do wycofania armii w 53 z Armenii. Radamist powrócił na krótko do władzy, ale został wygnany przez Armeńczyków z powodu popełnianych okrucieństw. Dzięki poparciu Armeńczyków oraz biernej postawie Rzymian Wologazes wprowadził na tron Tiridatesa ok. 54 roku.
Na początku panowania Nerona w 54 Rzymianie podjęli działania zmierzające do odzyskania kontroli nad Armenią. Do sąsiedniej prowincji Kapadocji przybył jako namiestnik Korbulon. Jego zadaniem było doprowadzenie drogą dyplomatyczną do przywrócenia zwierzchnictwa rzymskiego, a w razie niepowodzenia dyplomacji miał podjąć działania zbrojne. Korbulon wysłał do Wologazesa posłów z propozycją koronowania Tiridatesa na króla Armenii przez Nerona w Rzymie. Wologazes zgodził się wydać zakładników i wyglądało na to, że konflikt zostanie rozwiązany poprzez układy, jednakże Tiridates nie zgodził się na przybycie do Rzymu. Wobec tego Korbulon wkroczył z wyszkolonym wojskiem do Armenii i pokonał Tiridatesa, a na tronie w 60 osadził Tigranesa VI, księcia z Kapadocji. Wologazes nie był w stanie pomóc Tiridatesowi, bo zmagał się z buntem wśród Hyrkanów na wschodzie Partii, najazdem Kuszanów na Baktrię, oraz Dahów i Saków na Partię. Zbuntował się też Wardanes II, syn Wardanesa I i toczył walki z Wologazesem I w latach 55–58.
W roku 56/57 Wologazes zaatakował Adiabene, gdzie wezwali go miejscowi arystokraci, którzy buntowali się przeciwko władzy Izatesa, króla Adiabene. Izates przeszedł na judaizm co nie zyskało poparcia wśród możnowładztwa. Według relacji Józefa Flawiusza Wologazes musiał wycofać się ze względu na wiadomości o najeździe Dahów i Saków na wschodnie tereny królestwa Partów.
W 61/62 Tigranes VI najechał Adiabene, leżącą w strefie wpływów Wologazesa. Monobazos II, następca Izatesa na tronie Adiabene, wezwał na pomoc Partów. Sprowokowany tą napaścią król Partów wysłał Monaesesa z wojskiem, by odeprzeć Tigranesa i jednocześnie pomóc Tiridatesowi odzyskać Armenię. Wologazes mógł już wtedy podjąć działania ofensywne, gdyż zawarł pokój z Hyrkanami. Wojska partyjskie wsparte posiłkami Monobazusa władcy Adiabene podeszły pod Tigranocertę, drugą stolicę Armenii i rozpoczęły oblężenie miasta, w którym schronił się Tigranes wraz z oddziałami rzymskimi. Korbulon, który wtedy przebywał w Syrii jako namiestnik, wysłał poselstwo do Wologazesa przebywającego w Nisibis. Problemy z aprowizacją licznej kawalerii partyjskiej spowodowały, że Wologazes odwołał Monoasesa spod Tigranocerty. W wyniku negocjacji ustalono, że do Rzymu uda się poselstwo partyjskie wraz z Tiridatesem. Jednakże do spotkania w Rzymie nie doszło i wojna o Armenię trwała dalej.
W 62 przybył do Kapadocji nowy namiestnik Lucjusz Juniusz Cezeniusz Petus, który z niewystarczająco licznym wojskiem wkroczył do Armenii. Został otoczony i pokonany przez Wologazesa w bitwie pod Randeją. Wojska rzymskie po kapitulacji musiały przejść pod jarzmem. Oprócz tego Petus zgodził się na opuszczenie Armenii i uznanie władzy Tiridatesa. Wysłane do Rzymu poselstwo partyjskie nie uzyskało potwierdzenia warunków rozejmu, wobec czego wojna była kontynuowana.
W 64 Korbulon ponownie zaatakował Armenię na czele dużej armii liczącej 50 000 żołnierzy. Do starcia nie doszło, gdyż pod Randeją Wologazes i Tiridates podjęli rozmowy pokojowe z Korbulonem. Uzgodniono, że Tiridates złoży królewską koronę, którą otrzyma z rąk Nerona w Rzymie, co rzeczywiście nastąpiło w 66 roku.

## Relacje z Wespazjanem
W czasie wojny domowej w Cesarstwie Rzymskim, która wybuchła po śmierci Nerona w 69, Wologazes wsparł Wespazjana, który zmagał się z Witeliuszem w walce o tron cesarski. Według Swetoniusza obiecał mu pomoc 40 000 łuczników. Po zdobyciu przez Tytusa Jerozolimy w 70 Wologazes wysłał złoty wieniec, który cesarskiemu synowi przekazali posłowie w Zeugmie nad Eufratem, co było wyrazem dobrych stosunków między oboma państwami. Na dworze Wologazesa znalazł w 72 schronienie Antioch Epifanes, syn Antiocha IV Epifanesa, króla Kommageny. Powodem ucieczki było oskarżenie przez Lucjusza Cezeniusza Petusa, który wówczas był namiestnikiem Syrii, o współpracę z Partami. Petus za zgodą Wespazjana zajął stołeczną Samosatę i zamienił królestwo Kommageny w prowincję rzymską. Antioch Epifanes podjął walkę zbrojną, ale wraz z bratem Kallinikosem został pokonany przez Petusa i uciekł na drugą stronę Eufratu. Wologazes wysłał do Wespazjana list, w którym ujął się za uciekinierami. Wespazjan zgodził się przyjąć obu braci w Rzymie, gdzie wraz z ojcem mogli żyć w dostatku.
W 75 Wologazes zaproponował Wespazjanowi wspólny atak na Alanów, którzy przeprawiali się przez Kaukaz i pustoszyli tereny pogranicza królestwa Partów (Medię Atropatene) i Armenię wspierani przez buntujących się Hyrkanów. Jednakże cesarz nie podjął współpracy z Wologazesem w tym zakresie, mimo iż cesarski syn Domicjan był chętny do poprowadzenia oddziałów na tę wyprawę.
W 76 władca Partów zaatakował Syrię, w której doznał niepowodzenia ze strony jej namiestnika Marka Ulpiusza Trajana, ojca późniejszego cesarza Trajana.

## Koniec rządów i osiągnięcia
Wologazes panował do 79 roku. Z tego roku znana jest ostatnia tetradrachma z jego imieniem. Jednak już w 78 Pakorus II bił swoje monety w Seleucji. Wologazes II, syn i następca Wologazesa na tronie partyjskim, musiał walczyć o władzę z Pakorusem II. Do osiągnięć Wologazesa można zaliczyć wybudowanie miasta nazwanego Vologesias, Vologesocerta lub Valashabad, które leżało nad kanałem królewskim pięć kilometrów na południowy zachód od Seleucji. Mimo częściowo greckiego pochodzenia, Wologazes zaczął ograniczać hellenistyczne wpływy w Iranie. Na monetach pojawiają się partyjskie inskrypcje zapisywane pismem aramejskim. Istotnym osiągnięciem Wologazesa było uzyskanie kontroli nad Armenią oraz ustanowienie trwałego pokoju z Rzymem po 64 roku, który przetrwał do czasów Trajana. Rozszerzył granice państwa Partów aż po Baktrię na wschodzie.

### Źródła
- Józef Flawiusz: Dawne dzieje Izraela. Z języka greckiego przełożył oraz wstępem i komentarzem opatrzył Jan Radożycki. Warszawa: Oficyna Wydawnicza "Rytm", 1992. ISBN 83-85249-09-5.
- Józef Flawiusz: Wojna żydowska. Z języka greckiego przełożył oraz wstępem i komentarzem opatrzył Jan Radożycki. Warszawa: Oficyna Wydawnicza "Rytm", 1992. ISBN 83-85249-09-5.
- Swetoniusz: Żywoty cezarów. Przełożyła, wstępem i komentarzem opatrzyła Janina Niemirska-Pliszczyńska, przedmowę napisał Józef Wolski. Wrocław: Ossolineum, 1987. ISBN 83-04-01648-6.
- Tacyt: Dzieła. Z języka łacińskiego przełożył Seweryn Hammer. Warszawa: Czytelnik, 2004. ISBN 83-07-02993-7.

### Opracowania
- Adrian David Hugh Bivar: The political history of Iran under Arsacids. W: The Cambridge History of Iran. The Seleucid, Parthian and Sasanian Periods. Pod redakcją Ehsana Yarshatera. T. 3(1). Cambridge: Cambridge University Press, 2006. ISBN 978-0521200929. (ang.).
- Max Cary, Howard Hayes Scullard: Dzieje Rzymu: Od najdawniejszych czasów do Konstantyna. Tłumaczenie Jerzy Schwakopf. T. 2. Warszawa: Państwowy Instytut Wydawniczy, 1992. ISBN 83-06-01859-1.
- Jerzy Ciecieląg: Konwersja królewskiego domu Adiabene na judaizm. W: Hortus historiae. Księga pamiątkowa ku czci profesora Józefa Wolskiego w setną rocznicę urodzin. Pod redakcją Edwarda Dąbrowy, Marii Dzielskiej, Macieja Salamona, Sławomira Sprawskiego. Kraków: Towarzystwo Wydawnicze "Historia Iagellonica", 2010. ISBN 978-83-62261-01-7.
- Edward Dąbrowa: Hellenistyczne elementy partyjskiej monarchii. W: Hortus historiae. Księga pamiątkowa ku czci profesora Józefa Wolskiego w setną rocznicę urodzin. Pod redakcją Edwarda Dąbrowy, Marii Dzielskiej, Macieja Salamona, Sławomira Sprawskiego. Kraków: Towarzystwo Wydawnicze "Historia Iagellonica", 2010. ISBN 978-83-62261-01-7.
- Adrian Goldsworthy: W imię Rzymu. Wodzowie, których zwycięstwa stworzyły rzymskie imperium. Przekład Kamil Kuraszkiewicz. Warszawa: Amber, 2005. ISBN 83-241-2136-6.
- Aleksander Krawczuk: Kronika starożytnego Rzymu. Warszawa: Wydawnictwo "Iskry", 1994. ISBN 83-207-1432-X.
- Marek Jan Olbrycht: Imperium Parthicum. Kryzys i odbudowa państwa Arsakidów w pierwszej połowie pierwszego wieku po Chrystusie. Kraków: Towarzystwo Wydawnicze "Historia Iagellonica", 2013, seria: Notos — Scripta Antiqua et Byzantina. ISBN 978-83-62261-63-5.
- Bogdan Składanek: Historia Persji. T. I. Warszawa: Wydawnictwo Akademickie Dialog, 2004. ISBN 83-88238-09-4. Brak numerów stron w książce
- Mała encyklopedia kultury antycznej A-Z. Warszawa: Wydawnictwo Naukowe PWN, 1983. ISBN 83-01-03529-3.